# Super-seeding
Super-seeding – funkcja niektórych klientów protokołu BitTorrent, mająca zmniejszyć ilość danych wysyłanych przez udostępniającego, niezbędną do skompletowania pliku przez ściągających. Funkcja została stworzona przez Johna Hoffmana i w roku 2003 zaimplementowana w programie BitTornado.
Często zaleca się stosowanie tej funkcji jedynie w przypadku początkowego, otwierającego udostępnienia i z tego względu w niektórych wersjach programu µTorrent występuje pod nazwą Initial seeding. Jej działanie wymaga również obecności co najmniej dwóch ściągających.
Super-seeding jest zmianą jedynie w zachowaniu seeda, nie naruszającą zasad działania protokołu BitTorrent. Jednak nie jest popierany przez jego twórcę, Brama Cohena.
Działanie funkcji polega na tym, że udostępniający (seed) wysyła do ściągających (peerów) tylko te fragmenty pliku, które jeszcze nie są dostępne w sieci. Seed, wysyłając konkretny fragment do jednego z peerów, oczekuje na potwierdzenie ponownego ściągnięcia tego fragmentu przez innego peera. Do tego czasu kolejny fragment nie zostanie wysłany temu samemu ściągającemu.
Zaletą funkcji jest odciążenie udostępniającego i wymuszenie współdziałania po stronie ściągających, którzy czasem nadmiernie ograniczają lub blokują wysyłanie danych. Wadą jest natomiast spowolnienie ogólnego transferu, zwłaszcza w przypadku egoistycznego zachowania po stronie jednego lub więcej peerów (w skrajnym przypadku następuje całkowite zatrzymanie transferu).

## Programy wspierające super-seeding
- AllTorrent
- Anatomic P2P
- BitSpirit
- BitTornado
- BitTorrent
- KTorrent
- µTorrent
- ABC [Yet Another BitTorrent Client]
- rTorrent
- qBittorrent
- Vuze (dawniej Azureus)